# Edna Grossman
Edna Grossman é uma matemática norte-americana. 
Nasceu na Alemanha, cresceu no Brooklyn em  Nova Iorque, e se graduou em matemática na New York University. Ela participou da equipe que criou e analisou o DES. 
Ela é conhecida pelo seu desenvolvimento, junto com Bryant Tuckerman do primeiro ataque por deslizamento na criptoanálise.